# Usáma Bin Ládin má zaprděný trencle
Usáma Bin Ládin má zaprděný trencle (v anglickém originále Osama Bin Ladin Has Farty Pants) je devátý díl páté řady amerického animovaného televizního seriálu Městečko South Park.  Premiéru měl 7. listopadu 2001 na americké televizní stanici Comedy Central.

## Děj
Stan, Kyle, Kenny, Cartman jsou administrativním omylem posláni do Afghánistánu. Kluci v čele s Cartmanem si to chtějí s Usámou bin Ládinem. K tomu ještě navíc poznají, že se svými vrstevníky z Afghánistánu toho mají společného mnohem více, než si kdy mysleli.

## Produkce
Podle tvůrců v komentáři na DVD byla velká část inspirace pro tuto epizodu dána obavami, že dojde k druhému útoku. Zobrazení Bin Ládina vycházelo ze starých kreslených filmů Looney Tunes z druhé světové války. Matt Stone v komentáři také uvedl, že nesnáší Stevie Nicks.
V roce 2011 po smrti Usámy bin Ládina odvysílala stanice Comedy Central epizodu znovu spolu s epizodou Tak to chodí v Jersey.

## Přijetí a kritika
Epizoda byla v roce 2002 nominována na cenu Emmy za vynikající animovaný pořad, ale prohrála s epizodou Rozval Roswell seriálu Futurama.
Server IGN ohodnotil epizodu známkou 9/10 a uvedl: "Je zde řada úžasných vtipů, které dokonale vystihují náladu a atmosféru té doby," a pochválil epizodu za parodii Looney Tunes mezi Cartmanem a Usámou bin Ládinem. V závěru uvádějí, že epizoda je příkladem "přesného a promyšleného zhodnocení národní nálady a mezinárodních reálií, stejně jako trocha vlasteneckého bušení se do prsou v důsledku krize", a konstatují, že právě díky ní South Park v televizi vyniká.
Při recenzi o téměř patnáct let později v srpnu 2016 internetová kritička Lindsay Ellis epizodu kritizovala za to, že působí, jako by "byla napsána asi za hodinu", a za to, že její sofistikovaný humor je ve světle tragédií nevkusný. Pozitivně však hodnotila, že epizoda jako jedna z prvních pojednává o invazi do Afghánistánu a o cyklu strachu, který média v té době prosazovala, a že na konci epizody ještě zazní poselství solidarity pro Ameriku.

## Zajímavosti
- Epizoda byla vysílána jen necelé dva měsíce po Teroristických útocích z 11. září 2001.
- Původní název epizody byl "Osama bin Laden Has a Really Really Small Penis" (Usama Bin Ladin má vážně vážně malý penis).[4]